# Macrocoma calliptoides
Macrocoma calliptoides é uma espécie de escaravelho de folha da família Chrysomelidae.
Foi descrita cientificamente pela primeira vez em 1996 por Lopatin.